# Leptomastidea herbicola
Leptomastidea herbicola är en stekelart som beskrevs av Trjapitzin 1965. Leptomastidea herbicola ingår i släktet Leptomastidea och familjen sköldlussteklar. Inga underarter finns listade i Catalogue of Life.